# Chester (Maryland)
Chester é uma Região censo-designada localizada no estado americano de Maryland, no Condado de Queen Anne's.

## Demografia
Segundo o censo americano de 2000, a sua população era de 3723 habitantes.

## Geografia
De acordo com o United States Census Bureau tem uma área de
18,2 km², dos quais 13,7 km² cobertos por terra e 4,5 km² cobertos por água.

## Localidades na vizinhança
O diagrama seguinte representa as localidades num raio de 16 km ao redor de Chester.